# Hadromastix somalicus
Hadromastix somalicus là một loài bọ cánh cứng trong họ Cerambycidae.